# San Lorenzo, Kalabrien
San Lorenzo} är en ort och kommun i storstadsregionen Reggio Calabria, innan 2017 provinsen Reggio Calabria, i regionen Kalabrien i Italien. Kommunen hade 2 562 invånare (2017).